# Psychotria borjensis
Psychotria borjensis är en måreväxtart som beskrevs av Carl Sigismund Kunth. Psychotria borjensis ingår i släktet Psychotria och familjen måreväxter. Inga underarter finns listade i Catalogue of Life.